# 人民剧场 (北京)
39°56′00″N 116°22′07″E / 39.933416°N 116.368491°E

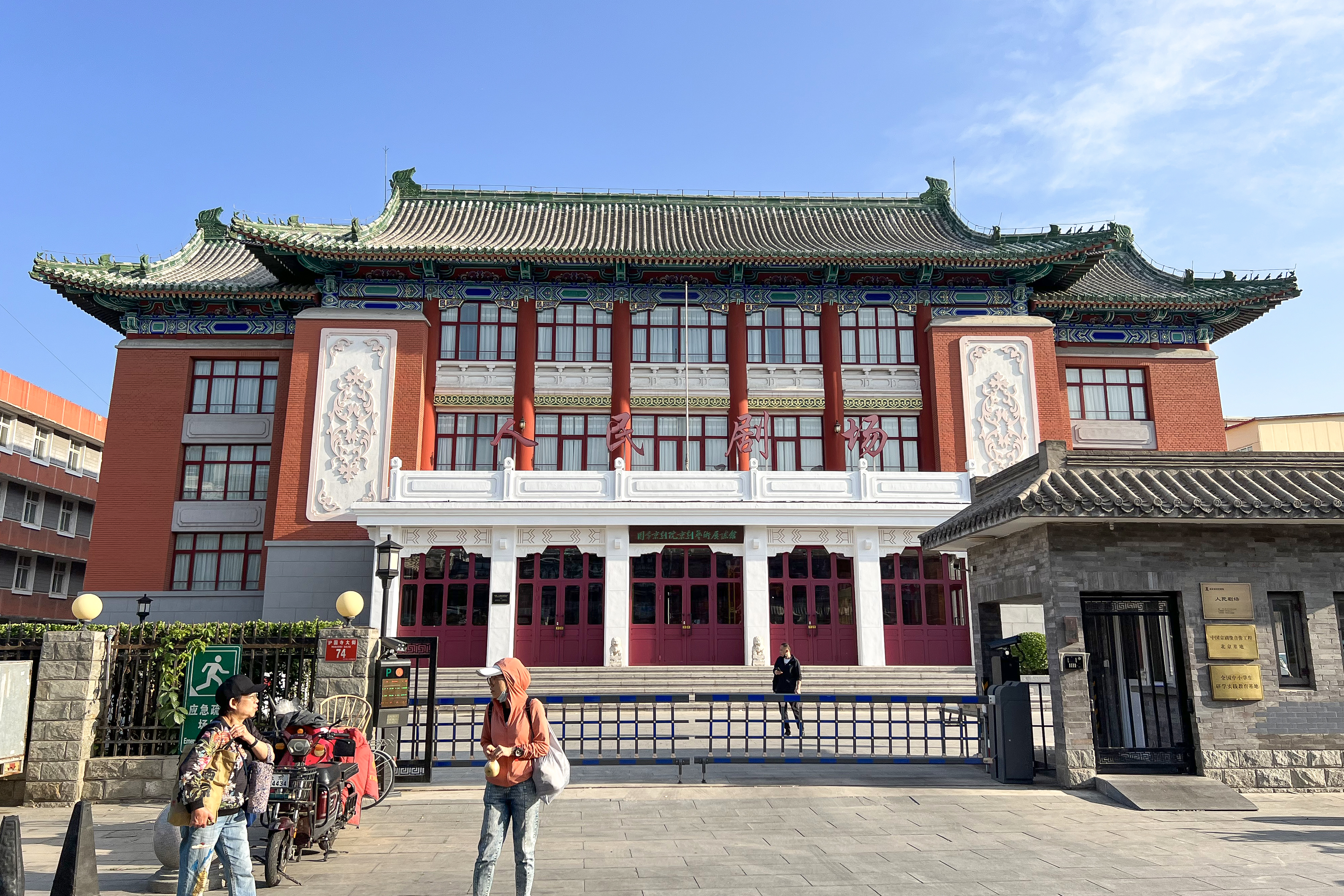
2023年的人民剧场，挂有“国家京剧院京剧艺术展陈馆”和“中国京剧像音像工程北京基地”的牌匾

人民剧场是一座位于北京市西城区护国寺街74号的剧场，现隶属于国家京剧院。

## 简介
人民剧场位于护国寺街路南，斜对护国寺。人民剧场坐南朝北。该剧场原属华北人民话剧团并由该话剧团负责建造。但在剧场设计工作接近完成时，该话剧团被并入中国青年艺术剧院。上级便将该剧场的所有权交给了中国戏曲研究院（中国京剧团的前身），该剧场自然改以演出京剧为主。当时，人民剧场的设计图纸已完成，无法再根据京剧的演出特点修改，只在原设计图纸上加了附台，并且在后台安排了跑场通道，将衣箱、扮戏的所在改在后台中央。该剧场于1954年8月开工建设，1955年4月完工。
人民剧场的建筑风格富有民族特色，是中国近代优秀建筑。该剧场建成之后，曾经是北京市演出条件最好的剧场之一。1999年5月18日，人民剧场经重新整修正式重张营业。为祝贺人民剧场重张，中国京剧院组织了12台大戏在该剧场上演。不久，由于存在安全隐患等问题，人民剧场于21世纪初停业。随后该剧场进行了重修。
2011年3月3日，已经停业近十年的人民剧场经过重修，在护国寺街重新亮相。此次重修保留了原有的建筑风格，将剧场观众区至舞台部分拆除重建，对前厅门脸进行了加固大修，还重新进行了油漆彩绘。2011年8月15日，国家京剧院（2007年由中国京剧院更名而来）在经过维修改造后的人民剧场举行了人民剧场重新启用仪式。重新改造后的人民剧场，建筑面积达8488平方米，主要有六大功能即“戏曲影视拍摄、戏曲资料整理保存、戏曲专场演出、重点剧目的合成排练、文化发布展示、会务会议”。
2016年，中国京剧像音像工程启动，人民剧场其后被定为中国京剧像音像工程北京基地。2020年1月10日，国家京剧院为庆祝建院65周年，在人民剧场开设京剧艺术展陈馆。